# Archigène
Archigène (en grec Άρχιγένης) est un médecin syrien de l'Antiquité, né à Apamée en 53/54 (ou en 33/34) , mort en 116/117.
Il était disciple d'Agathinos de Lacédémone, lui-même disciple d'Athénée d'Attalie, fondateur en médecine de l'école des pneumatistes. Cependant il devint lui-même le plus éminent représentant de celle des éclectiques, qui faisait profession de ne prononcer aucune exclusive et d'emprunter aussi bien aux dogmatiques, aux empiriques et aux pneumatistes. Il exerça à Rome sous Trajan et y acquit une grande réputation. Juvénal le mentionne plusieurs fois dans ses Satires. Galien le cite souvent avec éloge, et lui attribue une somme en dix livres Sur les fièvres et des Lettres. Ses traités les plus importants s'intitulaient Sur les médicaments et Sur le pouls (ce dernier ayant fait l'objet d'un commentaire en huit livres de Galien). On lui reproche d'avoir introduit en médecine des termes obscurs, des distinctions trop subtiles (entre les variétés de pouls, de fièvres, etc.), des notions qui n'étaient pas vraiment appuyées sur des observations.
Son œuvre ne nous est parvenue que par quelques fragments, qui se trouvent essentiellement dans les livres d'Aétios d'Amida.